# Nélson Saavedra
Nelson Saavedra Sánchez (Santiago, 6 de abril de 1988) é um futebolista chileno que atua como zagueiro ou lateral-direito. Atualmente, joga pelo Audax Italiano.

## Carreira
Saavedra foi revelado pelas categorias de base do Palestino, do Chile.
Após o vice-campeonato chileno pelo Palestino, o jogador acabou fazendo testes no Vitória, porém não chegou a disputar uma partida. Alguns meses depois, foi contratado por empréstimo pelo São Paulo Futebol Clube até dezembro de 2009. Também sem disputar nenhuma partida, em janeiro Saavedra renovou com o tricolor por mais um ano, porém, se transferiu para o Atlético Goianiense em 2010. Mesmo assim, em março do mesmo ano, voltou ao São Paulo, mas não jogou nenhuma partida.

## Títulos

### Internacionais
Seleção Chilena de Futebol sub-21
- Torneio de Toulon 2009: Campeão
- Copa Felipe Camarago de Colina